# Nystalus striatipectus
Espèce
Synonymes
- Bucco striatipectus P.L. Sclater, 1854
(protonyme)

Nystalus striatipectus est une espèce d'oiseaux de la famille des Bucconidae.

## Répartition
Cette espèce vit en Amérique du Sud.

## Taxinomie
Cette espèce est reconnue par le Congrès ornithologique international depuis 2006, à la suite des travaux de Silva (1991). Les autres autorités taxinomiques (Clements, Howard & Moore, HWB) la considèrent toujours comme une sous-espèce du Tamatia tamajac (Nystalus maculatus).